# 虚言癖
虚言癖（きょげんへき、英語: pathological lying）とは、どうしても嘘をついてしまう人間の性質をあらわす専門用語で、1891年にドイツの心理学者アントン・デルブリュック(Anton Delbrück)によって提唱された。
病的な症状に関しては、虚偽性障害、統合失調症、演技性パーソナリティ障害、妄想性パーソナリティ障害、反社会性パーソナリティ障害などの症状が関係する場合もある。

## 傾向
「虚栄心や自惚れから、自分を実際よりも大きく見せようと、ホラを吹く」とされる。
ただ、実態としては自身の言質よりも劣っているケースも多く、劣等感（→劣等コンプレックス）の変形と見なされている。
病的になってくると、自分でも、嘘か本当かよくわからなくなってしまう傾向があり、中には空想の自分像との同一視や、現実認識に支障が出る傾向もあるなど、当人にとっても有害無益である傾向が出ることもあるとされる。
病的に嘘をつく場合の一例には、病気や体調不良を装うミュンヒハウゼン症候群がある。
同症候では、彼らの訴える病気等によって周囲の同情や関心をひく事を目的として、手術痕を（自分で）作ろうと自傷行為をするケースもあり、その一方では体調不良を訴えた場合に、本当にそれら苦痛を（自己暗示的に）感じている場合もあるとされる。

## 虚言癖ではないケース
統合失調症のように、自分が何を述べているかも明確に認識していない場合もある。
これらは妄想や幻覚と現実の区別が付かず、時に記憶すらも曖昧となり、時が経つに連れて事実と反する事を述べたりする事もある。
認知症によっても認識と現実に差が出ることもあり、他人から見れば事実から反するためにウソとされる事柄を、当人は事実として疑わない事がある。
解離性障害の場合解離が起きている間の記憶がないのでその間にした約束事などを覚えていることができず、嘘つきとみなされることがある。
これらは一般に、虚言癖と混同ないし同一視されるが、厳密には虚言癖と似て異なるものである。
またこれの治療法も各々に存在する。